# Anne Firor Scott
Anne Firor Scott (24 avril 1921, Montezuma - 5 février 2019, Chapel Hill) est une historienne américaine, spécialisée dans l'histoire des femmes, et plus particulièrement dans le Sud des États-Unis,,.

## Biographie
Originaire de Géorgie, Anne Firor est diplômée summa cum laude et Phi Beta Kappa de l'Université de Géorgie en 1941. Elle travaille ensuite pour la National League of Women Voters à Washington. En 1944, elle obtient une maîtrise en science politiques de la Northwestern University. En 1947, elle se marie avec Andrew MacKay Scott. Elle poursuit alors des études de doctorat au Radcliffe College et à la Harvard University, tout en s'occupant de leurs enfants, une fille et deux fils.

## Carrière académique et engagements
Anne Firor Scott obtient son doctorat en 1949. Elle occupe des postes temporaires d'enseignement au Haverford College et à l'Université de Caroline du Nord à Chapel Hill. En 1961, elle devient professeure adjointe d'histoire à l'Université Duke. En 1980, Anne Firor Scott  est la première femme présidente du département d'histoire de Duke. L'enseignante prend sa retraite en 1991. 
En 1965, Anne Firor Scott est nommée au Conseil consultatif des citoyens sur la condition de la femme par le président Lyndon B. Johnson. Elle est également reconnue comme professeure émérite d'histoire à l'Université Duke. Elle occupe parallèlement les fonctions de rédactrice en chef de l'American Women's History Series à l'University of Illinois Press et de rédactrice en chef de l'UPA.
En 1970, Anne Firor Scott publie l'ouvrage The Southern Lady: From Pedestal to Politics, 1830-1930, considéré comme un classique sur l'histoire des femmes dans le Sud des États-Unis.
En 1984, Anne Firor Scott est élue présidente de l'Organization of American Historians (OAH). En 1987, le Fonds de recherche Anne Firor Scott est créé en tant que dotation pour soutenir les étudiants menant des recherches indépendantes sur l'histoire des femmes. En 1989, elle devient présidente de la Southern Historical Association. Son nom est donné au dortoir des étudiantes en études féminines de l'Université de Duke
Depuis 1992, l'Organisation des historiens américains décerne chaque année le prix Lerner-Scott, en hommage à Anne Firor Scott et à l'historienne Gerda Lerner, auteure de la d'une thèse de doctorat de référence sur l'histoire des femmes aux États-Unis.  
En 2002, Anne Firor Scott reçoit le prix du service distingué de l'Organisation des historiens américains. En 2008, elle est récompensée du Scholarly Achievement Award de l’American Historical Association. Anne Firor Scott a également siégé aux conseils consultatifs de la bibliothèque Schlesinger, du département d'histoire de l'Université de Princeton et du Woodrow Wilson International Center for Scholars.
En 2013, le président Barack Obama lui décerne la Médaille nationale des sciences humaines pour sa contribution magistrale à la connaissance et reconnaissance l'histoire des femmes. Selon le The Washington Post, elle «n'a pas seulement détruit le mythe de la «dame du sud» parfaite mais impuissante, mais elle a montré comment les femmes du sud trouvaient leur propre rôle sur la place publique. ».

## Héritage
Les documents et recherches d'Anne Firor Scott sont conservés à l'Université de Duke. Visible Women: New Essays on American Activism, une collection d'essais s'inspirant du travail de l'historienne, Making the Invisible Woman Visible (1984), est publiée en 1993. L'ouvrage hommage Writing Women's History: A Tribute to Anne Firor Scot est éditée en 2011. Il contient des essais sur la façon dont l'histoire des femmes est écrite dans le sillage du livre de The Southern Lady: From Pedestal to Politics, 1830–1930.   
Éditée par Elizabeth Anne Payne, la collection réunit notamment des contributions des auteures Laura F. Edwards, Crystal Feimster, Glenda Gilmore, Jacquelyn Dowd Hall, Darlene Clark Hine, Mary Kelley, Markeeva Morgan, Laurel Thatcher Ulrich et Deborah Grey White.  

## Récompenses
- Diplômes honorifiques du Queens College, de la Northwestern University, du Radcliffe College et de l'Université du Sud Sewanee
- 1980 : Prix de la conférence Berkshire
- 1994 : Médaille universitaire de l'Université Duke
- 2002 : Prix pour services distingués de l'Organisation des historiens américains
- 2004 : Membre de l'Académie américaine des arts et des sciences
- 2008 : Prix d'excellence de l'American Historical Association
- 2014 : Médaille nationale des sciences humaines